# Скрипниченко Дмитро Федорович
Скрипниченко Дмитро Федорович (1921–1994) — український вчений-хірург, доктор медичних наук (з 1956 року), професор (з 1957 року). Член Міжнародної асоціації хірургів.

## Біографія
Народився у 1921 році. У 1943 році закінчив Петербурзьку Військово-медичну академію.
Учасник німецько-радянської війни. У 1943–1944 роках був головним хірургом і начальником медичної служби з'єднання партизанських загонів під командуванням С. А. Ковпака і П. П. Вершигори. Під час служби у партизанських загонах оперував відомого українського поета і командира загону Платона Воронька. У 1944 році був помічником начальника і хірургом евакопункту 1-го Білоруського фронту. У 1944–1945 роках — начальник гарнізонного хірургічного відділення у Сталінграді.
У 1956 році захистив докторську дисертацію на тему «Хірургічне лікування бронхоектатичної хвороби». Учень професора В. І. Стручкова.
У 1964–1988 роках — завідувач кафедрою хірургії Київського інституту удосконалення лікарів.

Могила Дмитра Скрипниченка

Помер у 1994 році. Похований в Києві на Байковому кладовищі.

## Наукова робота
Автор понад 300 наукових праць, в тому числі 20 монографій. Сфера наукових інтересів — торакальна хірургія, хірургія органів черевної порожнини, судинна хірургія, ендокринна хірургія, хірургія підгруднинної залози.
Під його керівництвом виконані 3 докторських і 34 кандидатських дисертації. Учні — професори Д. І. Кривицький, М. Ф. Мазурик, В. І. Мамчич, М. М. Шевнюк, К. А. Циберне.

## Відзнаки
Лауреат Державної премії України в галузі науки і техніки (1986; за підручник для медичних училищ «Хирургия», опублікований у 1984 році /четверте видання/).
Нагороджений радянськими орденами Леніна, Вітчизняної війни 1-го ступеня, «Знак Пошани», польським орденом «Віртуті Мілітарі», медалями.